# Hans Lehner (Archäologe)
Hans Lehner (* 3. Juni 1865 in Sigmaringen; † 21. Februar 1938 in Bonn) war ein deutscher provinzialrömischer Archäologe.

## Leben
Hans Lehner promovierte 1889 an der Universität Straßburg mit der Dissertation Über die athenischen Schatzverzeichnisse des vierten Jahrhunderts. Anschließend war er Gymnasiallehrer in Straßburg. 1892 wurde er stellvertretender Direktor des Rheinischen Landesmuseums Trier und 1898 kommissarischer Leiter des Altertumsmuseums Wiesbaden als Nachfolger von Ludwig Pallat. Vom 1. April 1899 bis 1930 war Lehner Direktor des Provinzialmuseums Bonn. Als solcher war er auch Honorarprofessor für Rheinische Archäologie an der Universität Bonn. Am „Winckelmannstag“ (dem 9. Dezember) 1899 wurde er zum ordentlichen Mitglied des Deutschen Archäologischen Instituts ernannt.
Als Streckenkommissar der Reichs-Limeskommission (RLK) war er mit den Ausgrabungen am Kastell Kemel und am Kleinkastelle „Auf dem Pohl bei Kemel“ betraut. Bedeutsam für die provinzialrömische Archäologie des Rheinlands waren seine langjährigen (1905–1914 und 1925–1930) Ausgrabungen im Legionslager Vetera I bei Xanten.

## Schriften (Auswahl)
- Über die athenischen Schatzverzeichnisse des vierten Jahrhunderts. Georgi, Bonn 1890.
- Führer durch das Provinzialmuseum zu Trier. Lintz, Trier 1897.
- Das Kastell Kemel (= Der obergermanisch-raetische Limes des Roemerreiches, Abt. B, Bd. 1, Kastell Nr. 7). Petters, Heidelberg 1901.
- Die antiken Steindenkmäler des Provinzialmuseums in Bonn. Cohen, Bonn 1918 (Digitalisat).
- Das Römerlager Vetera bei Xanten. Ein Führer durch die Ausgrabungen des Bonner Provinzialmuseums. Röhrscheid, Bonn 1926.
- Vetera. Die Ergebnisse der Ausgrabungen des Bonner Provinzialmuseums bis 1929. De Gruyter, Berlin & Leipzig 1930 (Digitalisat).
- Vetera bei Xanten. Schwann, Düsseldorf 1936.